# Camponotus simillimus
Camponotus simillimus är en myrart som först beskrevs av Smith 1862.  Camponotus simillimus ingår i släktet hästmyror, och familjen myror.

## Underarter
Arten delas in i följande underarter:
- C. s. atratior
- C. s. impatibilis
- C. s. indianus
- C. s. riograndensis
- C. s. simillimus